# Блуа

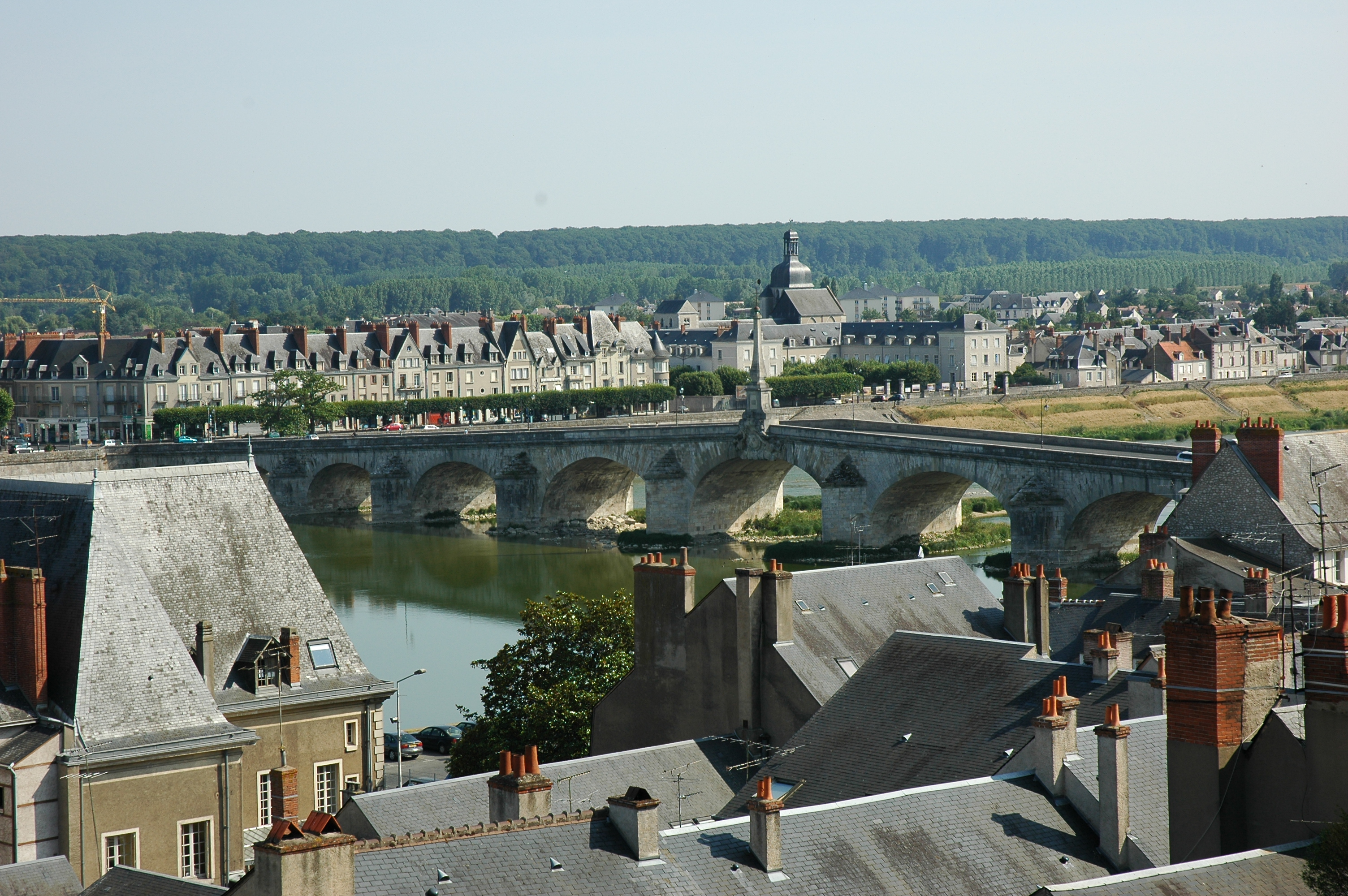
Мост Жака-Анжа Габриэля в Блуа

Блуа́ (фр. Blois, МФА: [blwa]о файле) — главный город департамента Луар и Шер во Франции, стоящий на правом высоком берегу Луары между Орлеаном и Туром. В Средние века графы Блуа владели также Шампанью; Этьен де Блуа был королём Англии, а Шарль де Блуа — герцогом Бретани.
Население — 45 871 жителей (2018 г).

## География
|                       | Фоссе | Мароль            | Виллерборн |  |
| Сен-Сюльпис-де-Поммре | север | Виней             |            |  |
| Сен-Сюльпис-де-Поммре | Блуа  | Виней             |            |  |
| Сен-Сюльпис-де-Поммре | юг    | Виней             |            |  |
| Шамбон-сюр-Сисс       | Шай   | Сен-Жерве-Ла-Форе |            |  |

### Население
Динамика численности населения:
| Год  | Численность | Численность |
| ---- | ----------- | ----------- |
| 1968 | 42 264      | [ 3 ]       |
| 1975 | 49 778      | [ 3 ]       |
| 1982 | 47 243      | [ 3 ]       |
| 1990 | 49 318      | [ 3 ]       |
| 1999 | 49 171      | [ 3 ]       |
| 2006 | 48 487      | [ 3 ]       |
| 2011 | 46 390      | [ 3 ]       |
| 2013 | 45 539      |             |
| 2015 | 45 710      | [ 4 ]       |
| 2016 | 47 524      | [ 5 ]       |
| 2017 | 46 086      | [ 6 ]       |
| 2018 | 45 871      | [ 7 ]       |
| 2019 | 45 898      | [ 8 ]       |
| 2020 | 46 660      | [ 9 ]       |
| 2021 | 46 813      | [ 10 ]      |
| 2022 | 47 092      | [ 11 ]      |

## История
В средневековых латинских памятниках, напр. у Григория Турского, Блуа носит название лат. Blesum (также Blesis и Blesa) и вместе с окрестными землями образовал особое графство, pagus Blesensis, получившее с XV века название Блезуа.  Блуа — место рождения физика Папина и историков Огюстена и Амедея Тьерри.

### Владение герцогов Орлеанских
Когда древний графский род, к которому принадлежал также английский король Стефан (1135—1154), угас в мужском колене, графство Блуа перешло по брачному договору к дому Шатийон, последний потомок которого продал свои владения сыну Карла V, герцогу Людовику Орлеанскому (1391).
Под управлением Орлеанов Блуа играл значительную роль. Людовик Орлеанский и супруга его, Валентина Висконти из Милана, положили начало собранию книг и документов, из которых потом образовалась знаменитая дворцовая библиотека, обогащённая сокровищами, награбленными в Милане и Неаполе.
После убийства Людовика I Орлеанского (1407) Блуа 20 лет оставался во владении его семейства. Герцог Карл Орлеанский († 1465) держал здесь блестящий двор. При Карле, который был выдающимся поэтом, в Блуа устраивались поэтические состязания (ср. «Балладу состязания в Блуа» Франсуа Вийона).

### Королевская резиденция

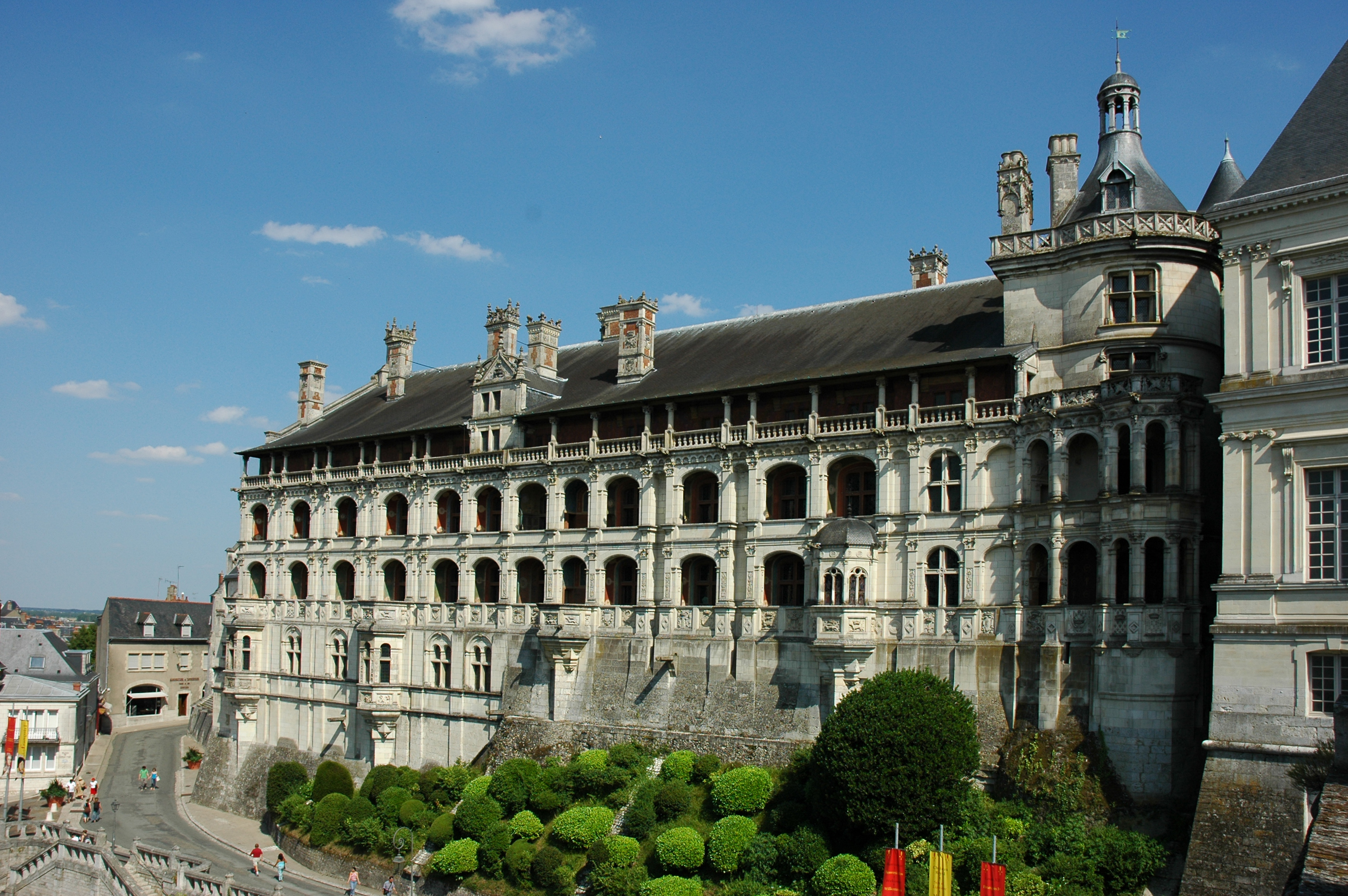
Блуаский замок — крыло XVI века.

Блуа был присоединён к короне в 1498 году. Сын герцога Карла Орлеанского король Франции Людовик XII, родившийся в Блуа, часто созывал сюда государственные чины и решал в замке важнейшие государственные дела. 15 января 1499 года здесь был заключён союз между Францией и Венецией, а 14 марта 1513 года наступательный и оборонительный союз против Папы и императора. 1 декабря 1513 года тут же подписан мирный договор между Людовиком XII и Фердинандом Католиком Арагонским. То же самое происходило при Франциске I.

### Убийство герцога де Гиза
В 1588 году Генрих III созвал в Блуа сейм, чтобы заманить сюда герцога Генриха де Гиза и кардинала Людвига де Гиза, которые были убиты 23 и 24 декабря в «чёрной комнате» замка. В этом же замке, в 1589 году умерла Екатерина Медичи.

### После XVI века
Начиная с Генриха IV, Блуа перестал быть королевской резиденцией и с тех пор утратил свою историческую роль. Людовик XIII передал замок брату своему Гастону Орлеанскому, после смерти которого он достался брату Людовика XIV Филиппу. 1 апреля 1814 года в Блуа прибыла императрица Мария Луиза со своим сыном и отсюда издала воззвание к французам. В декабре 1870 года Блуа был занят прусскими войсками и оставался в их руках до заключения предварительного мирного договора.

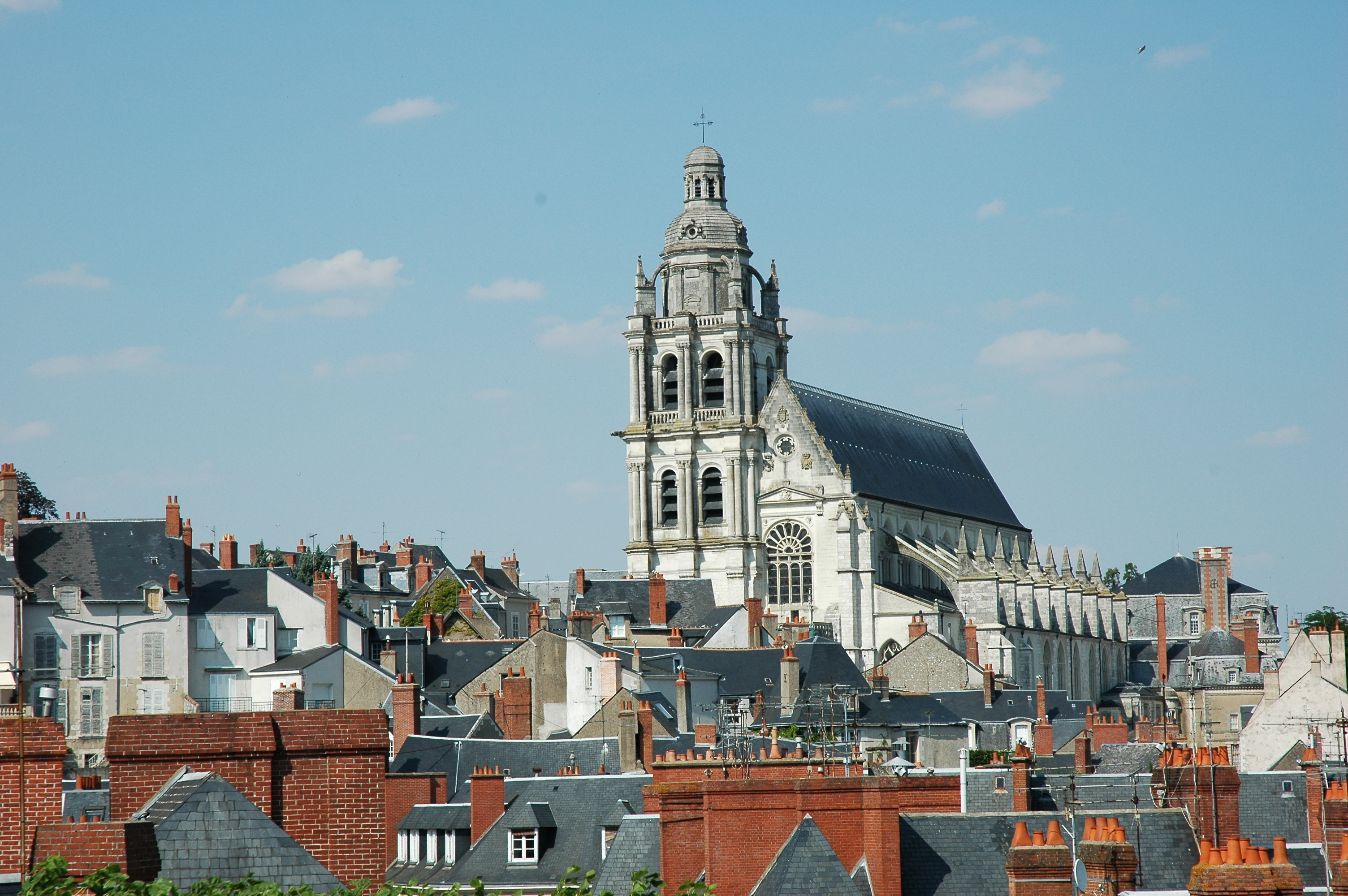
Соборная церковь св. Людовика

## Современность

### Экономика
В городе имеются предприятия автомобильной, фармацевтической, парфюмерной, химической промышленности.

## Архитектура
Старый высокий город тесен, с извилистыми крутыми улицами, нижний построен более правильно и красивее. Через реку перекинут длиною в 305 м каменный мост на 11 арках, соединяющий город с предместьем Вьенна. Самое высокое место занимает отреставрированный Блуаский замок, в котором родился Людовик XII. Блуа имеет древний, высеченный в скале водопровод со времён римлян, длиною в 529 м (Луарская вода), красивую набережную, кафедральный собор, церковь св. Ломера (XII век в раннем готическом стиле); епископский дворец и множество замечательных аристократических дворцов XVI века (дворцы герцога Эпемон, Гиза, Омальского).
С 1619 года Блуа — резиденция епископа (суффраган архиеп. Парижа). В 5 км от города находятся железные минеральные источники Сен-Дени, по своему действию похожие на источники Спа.

## Города-побратимы
- Азру, Марокко (2011)[12]
- Вальдсхут-Тинген, Германия (июнь 1963)[12]
- Веймар, Германия (18 февраля 1995)[12]
- Касерес, Испания (июль 2016)[12]
- Льюис, Великобритания (июнь 1963)[12]
- Сигишоара, Румыния (1995)[12]
- Урбино, Италия (2019)[12]
- Хюэ, Вьетнам (2007)[12]